# Edifício Gas Natural
O Edifício Gas Natural, também conhecido como Torre Mare Nostrum, é um arranha-céu de alta tecnologia com escritórios localizado no bairro de La Barceloneta, no distrito de Ciutat Vella, em Barcelona, Espanha.